# 지오프로스
지오프로스(GeoPros)는 지리적 프로파일링이다. 지리 프로파일링 시스템은 지리 정보와 경찰의 범죄수사데이터 정보를 결합해 범죄 위험 지역을 예측하는 체계다. 2009년 강은경이 개발했다.